# Calliteara arga
Calliteara arga är en fjärilsart som beskrevs av Moore 1859. Calliteara arga ingår i släktet harfotsspinnare, och familjen tofsspinnare. Inga underarter finns listade i Catalogue of Life.